# Neoseiulus vasoides
Neoseiulus vasoides är en spindeldjursart som först beskrevs av Wolfgang Karg 1989.  Neoseiulus vasoides ingår i släktet Neoseiulus och familjen Phytoseiidae. Inga underarter finns listade i Catalogue of Life.